# Roland Wiese
Roland Michael „Benno“ Wiese ist ein ehemaliger deutscher Basketballnationalspieler, der in der Bundesliga für Wolfenbüttel und Bamberg auflief.

## Laufbahn
Im Sommer 1974 nahm Wiese, der auch unter seinem Spitznamen „Benno“ bekannt wurde, mit der bundesdeutschen Junioren-Nationalmannschaft an der Europameisterschaft in Frankreich teil. 1975 bestritt er fünf A-Länderspiele für Deutschland.
Auf Vereinsebene trug Wiese das Hemd des MTV Wolfenbüttel in der Basketball-Bundesliga. 1978 wechselte der 2,07 Meter lange Innenspieler innerhalb der Bundesliga zum 1. FC Bamberg, mit dem er im Frühjahr 1979 den Klassenverbleib in der ersten Liga verpasste. In der Zweitligasaison 1980/81 lag Wiese in Bambergs mannschaftsinterner Korbjägerliste hinter dem US-Amerikaner Kennith Sweet mit 305 Punkten auf dem zweiten Rang. 1982 gelang Wiese und den Bambergern die Bundesliga-Rückkehr.